# Clinteria magna
Clinteria magna är en skalbaggsart som beskrevs av Krajcik och Jakl 2007. Clinteria magna ingår i släktet Clinteria och familjen Cetoniidae. Inga underarter finns listade i Catalogue of Life.